# Jorunna funebris
Jorunna funebris (Kelaart, 1859) è un mollusco nudibranchio della famiglia Discodorididae.

## Descrizione
Corpo bianco, ricoperto di piccolissime protuberanze, con grosse macchie nere circolari, più piccole negli esemplari giovani. Talvolta macchie rosse. rinofori e ciuffo branchiale nero. Fino a 5 centimetri.

## Biologia
Si nutre principalmente di spugne dei generi Haliclona e Xestospongia.

## Distribuzione e habitat
Oceano Indiano e Oceano Pacifico occidentale, in acque poco profonde.